# Xã Lone Tree, Quận Chippewa, Minnesota
Xã Lone Tree (tiếng Anh: Lone Tree Township) là một xã thuộc quận Chippewa, tiểu bang Minnesota, Hoa Kỳ. Năm 2010, dân số của xã này là 199 người.